# Briano
Briano è una frazione del comune di Caserta.

## Geografia fisica
Si colloca tra il parco reale della Reggia, l'oasi di San Silvestro e il settecentesco sito borbonico di San Leucio. Ha origine da re Briano, celtico irlandese longobardo (detto anche Brian Boru, mediatore tra longobardi e normanni). Anche Villa di Briano e monte Briano (e l'avita Frignano Piccola) ebbero origine da re Briano.

## Storia
Il toponimo risulta menzionato per la prima volta in un documento del X secolo, mentre non risulta citato in una bolla del 1113 del vescovo Sennete, che cita i vicini casali di Sala e Civecorna.
Durante il Medioevo il territorio di Briano fu feudo in possesso di diverse famiglie, tra cui la famiglia Scialla. La piccola cappella di Santa Maria di Gerusalemme, oggi alla fine di via Gerusalemme, e un tempo, prima della costruzione della Reggia di Caserta, situata sulla strada verso Puccianiello, fa supporre che Briano fosse luogo di sosta sulla via che i pellegrini percorrevano verso la Terra santa.
Agli inizi del XVII secolo Matteo II Acquaviva vi costruì un palazzo su tre piani dotato di un grande giardino che giunge sino all'odierna frazione di Sala, oggi sede della congregazione delle Suore degli Angeli.
Nel XVIII secolo la frazione vide un forte sviluppo dell'agricoltura e dell'allevamento dei bachi da seta, allevati sulle piante di gelso, che rifornivano la vicina manifattura di San Leucio, fondata dal re Ferdinando IV di Borbone.
Lo sviluppo industriale ottocentesco, con l'insediamento di numerose fabbriche per la lavorazione della seta, determinò una rapida crescita demografica, con la popolazione quadruplicata in pochi anni (da 400 a quasi 1.600 abitanti).
Durante il fascismo, tra il 1925 e il 1945, la frazione fu invece interessata dall'emigrazione oltreoceano.

## Toponimo
L'etimologia del toponimo è stata fatta risalire al longobardo Breanum o alla trasformazione della denominazione del dio Giano Bifronte (Bis Ianum), al quale sarebbe stato dedicato il capitello votivo lungo la via Acquaria, che attraversava il territorio diretta verso l'antica Capua.

## Monumenti e luoghi d'interesse

### La chiesa parrocchiale di San Vincenzo Martire
Sita in piazza A. Fiorillo presenta una facciata settecentesca a tre portali con un imponente campanile. La chiesa a tre navate è interamente ricoperta di affreschi e contiene vari altari pregiati; uno dedicato a sant'Anna (copatrona insieme a san Vincenzo), uno al Sacro Cuore di Gesù, uno sovrastato da un grande quadro raffigurante la Madonna del Rosario (risalente ai primi del '700) e l'altare maggiore con l'effigie di san Vincenzo patrono della borgata. Di notevole pregio artistico è la cupola dedicata a sant'Anna interamente ricoperta di stucchi. 

### Il monumento ai caduti
Il ricordo dei caduti nel corso della prima e della seconda guerra mondiale è conservato dal monumento eretto in piazza Madonna di Pompei.

## Società

### Evoluzione demografica
Alla fine degli anni novanta si è avuta una nuova crescita della popolazione, che ha superato i 2.500 abitanti e la costruzione di nuovi quartieri.